# Babiana pilosa
Babiana pilosa är en irisväxtart som beskrevs av Gwendoline Joyce Lewis. Babiana pilosa ingår i släktet Babiana och familjen irisväxter. Inga underarter finns listade i Catalogue of Life.